# Marie Collart
Marie Collart (Ehename Marie Collart-Henrotin, auch: Madame Henrotin; * 6. Dezember 1842 in Brüssel; † 18. Oktober 1911 Nébida, Sardinien) war eine bekannte belgische Landschaftsmalerin.

## Leben und Werk
Marie Collart wurde 1842 in wohlhabende Familie geboren, deren Beziehungen sie früh in Kontakt mit einem künstlerischen und literarischen Milieu brachten. Ihre Mutter Isabelle Collart-Motte führte einen Salon, in dem etwa Victor Hugo und Charles Baudelaire verkehrten. In diesem familiären Rahmen traf sie schon in den 1850er Jahren den Maler Alfred Verwee und malte mit ihnen in der Natur. Der Kunsthändler Arthur Stevens wurde der Ehemann ihrer Schwester Elisa, und ihre Schwester Julie verheiratete sich mit dem Maler Léonce Chabry.
Marie Collart eignete sich ihre Fähigkeiten weitestgehend autodidaktisch an, profitierte aber natürlich von den Ratschlägen ihres professionellen Umfeldes. Ihre ersten Arbeiten entstanden 1863. Ihr Schwager Stevens war der künstlerische Berater König Leopold II., kümmerte sich um die Platzierung ihrer ersten Arbeiten auf dem Pariser Salon von 1865 und brachte ihr die Werke von Corot, Courbet und Millet nahe; Baudelaire wiederum hatte Kontakte zu Sammlern, die zu den ersten Käufern ihrer Arbeiten gehörten.
Als eine der aufstrebenden Künstlerinnen des belgischen Realismus gehörte sie zu den Gründungsmitgliedern der Societé libre des Beaux Arts 1868. Erste internationale Erfolge stellten sich 1870 ein – auf dem Pariser Salon wurde sie mit einer Goldmedaille ausgezeichnet (andere Quellen: 1865).
1871 verheiratete sie sich im Alter von 29 Jahren mit dem Artillerieoffizier Edmont Henrotin, was ihrer künstlerischen Laufbahn jedoch – bemerkenswerterweise – keinen Abbruch tat, obwohl sie sich um Kinder und Haushalt kümmerte und ihr Mann weder unmittelbar noch mittelbar etwas mit ihrem künstlerischen Beruf zu tun hatte. Sie beschickte 1873 die Weltausstellung in Wien, stellte weiterhin regelmäßig im Pariser Salon aus und platzierte ihre Arbeiten auch auf der Exposition décennale im Jahr 1900. Nachdem Edmont Henrotin 1894 gestorben war, zog sie nach Drogenbos bei Brüssel.
Die letzten Jahre des 19. Jahrhunderts waren für Marie Collart-Henrotin von künstlerischer Reife geprägt; als besondere Anerkennung wurde sie 1881 als erste Frau mit dem Ritterkreuz des Leopoldsordens, dem belgischen Verdienstorden, geehrt. Für den Schriftsteller und Kunstkritiker Camille Lemonnier zählte sie zu den Besten der belgischen Landschaftsmalerei.

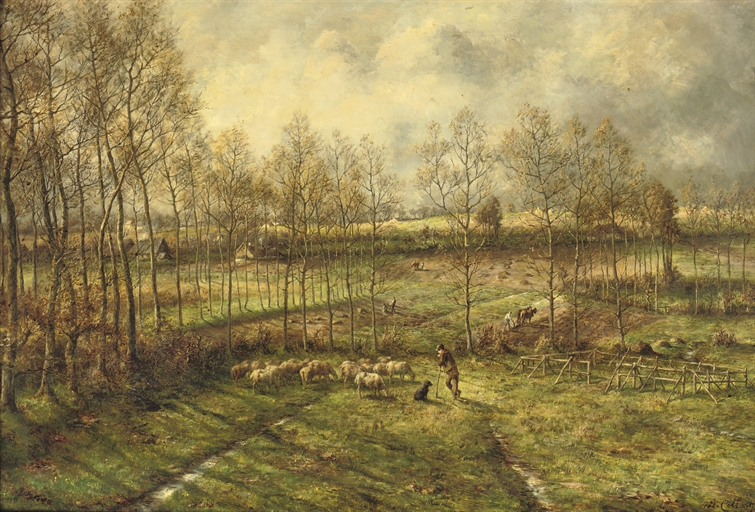
La campagne en mars
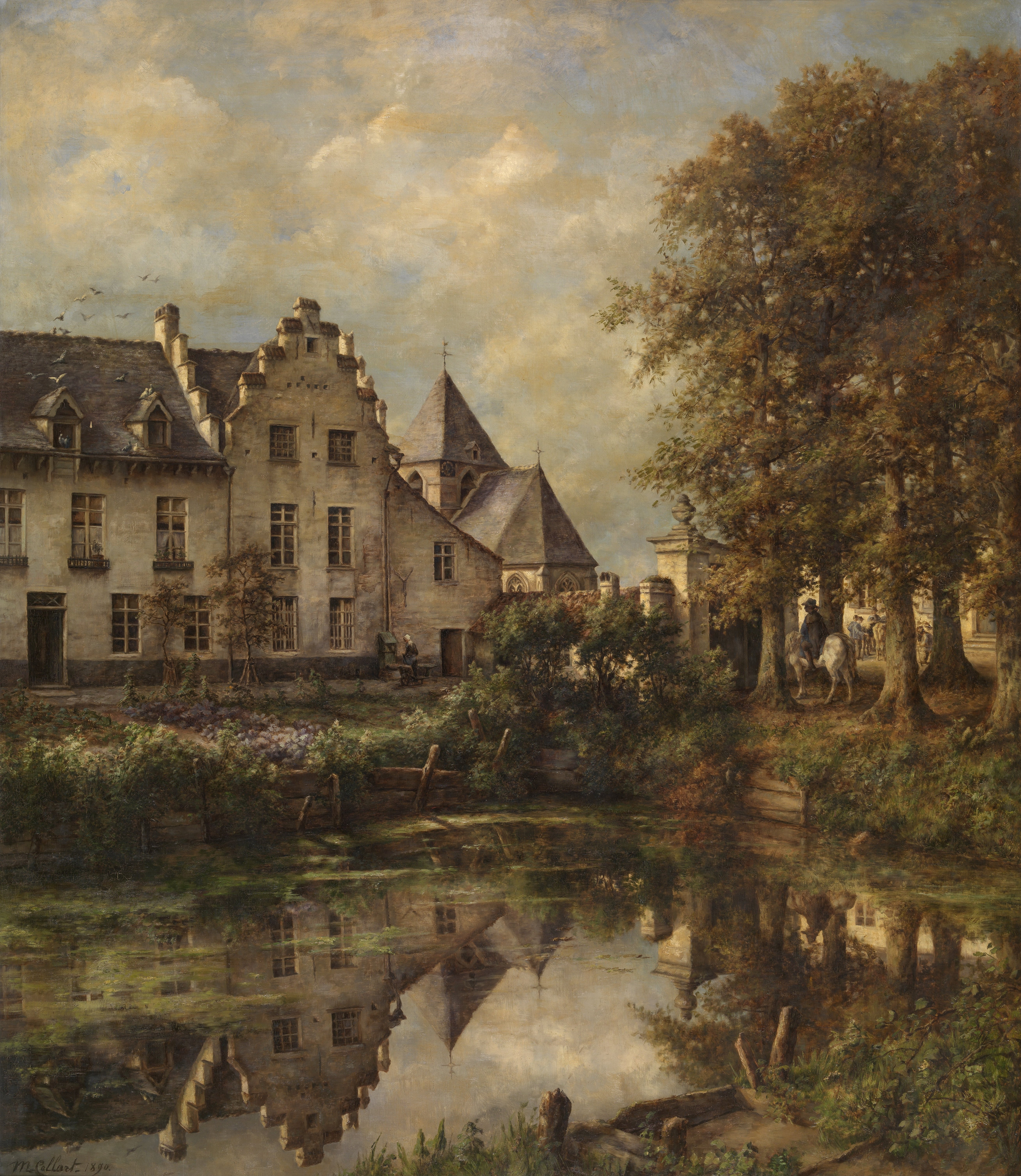
Hofstede Brabant, 1890, collection du Musée royal des Beaux - Arts d’Anvers
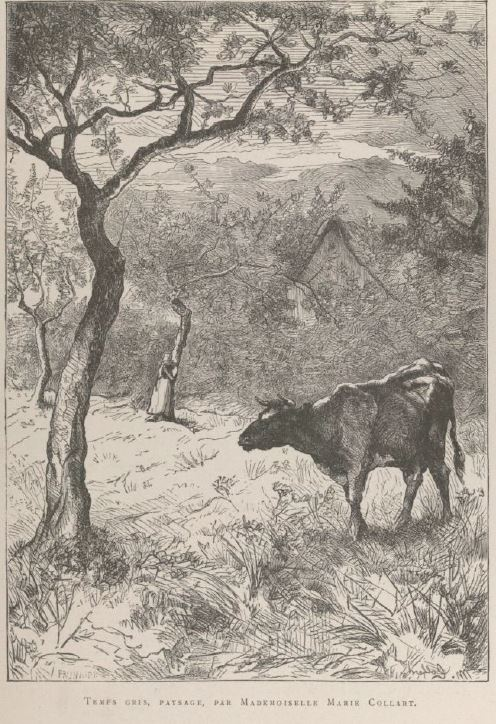
Temps gris
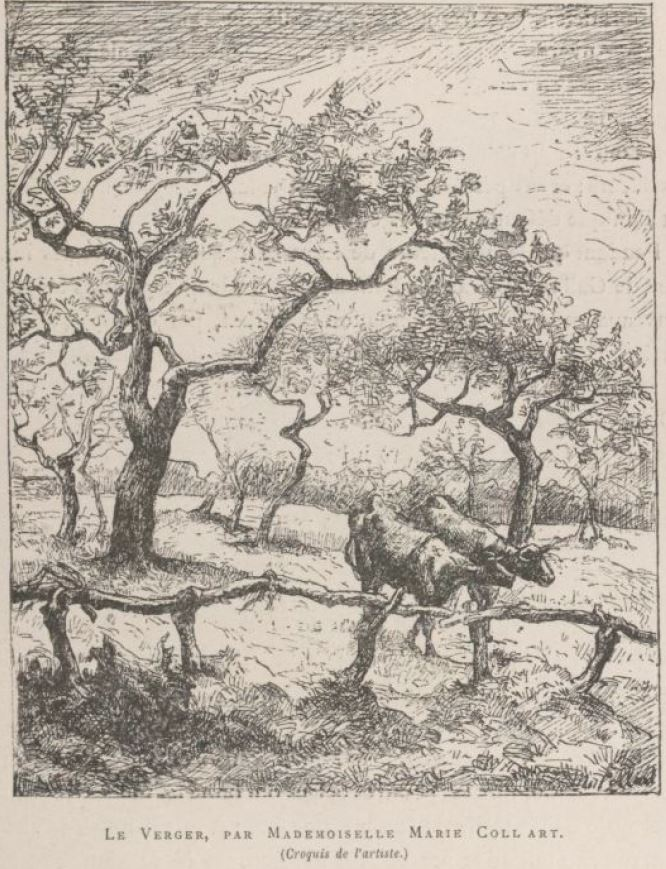
Verger, croquis, 1878

Collart-Henrotin starb 1911 auf Sardinien. Ihre sterblichen Überreste wurden nach Belgien gebracht und auf dem Friedhof in Drogenbos beigesetzt.
Ihre Arbeiten wurden in viele private und öffentliche Sammlungen aufgenommen, darunter Hofstede in Brabant im Königlichen Museum der Schönen Künste in Antwerpen oder Flaamse boomgaard in den Königlichen Museen der Schönen Künste.